# Russell Wortley
Hon. Russell Paul Wortley (* 21. April 1957) ist ein australischer Politiker der Australian Labor Party (ALP), der unter anderem seit 2006 Mitglied des South Australian Legislative Council ist sowie von 2011 bis 2013 Minister und zwischen 2014 und 2018 Präsident des Legislativrates war.

## Leben
Russell Paul Wortley arbeitete als Klempner und Gasinstallateur, bevor er 1984 hauptamtlicher Gewerkschaftsfunktionär bei der Transportarbeitergewerkschaft TWU (Transport Workers Union of Australia). Sein politisches Engagement für die Australian Labor Party begann er in der Kommunalpolitik von 1987 bis 1993 als Mitglied des Stadtrates von Prospect City, in dem er den Stadtteil Fitzroy Ward vertrat. Er engagierte sich zudem als Friedensrichter (Justice of the Peace), in der South Australian Cricket Association, im Sportverein Port Adelaide Power Football Club und als Basketballtrainer der Jugendmannschaft der Pulteney Pirates.
Am 18. März 2006 wurde Wortley für die Australian Labor Party erstmals zum Mitglied des South Australian Legislative Council gewählt, des Oberhauses des Parlaments von South Australia, und gehört diesem seither an. Er engagierte sich in zahlreichen Ausschüssen und war zu Beginn seiner Parlamentszugehörigkeit unter anderem in der 51. Legislaturperiode zwischen dem 2. Mai 2006 und dem 5. Mai 2010 Mitglied des Ausschusses für Umwelt, Ressourcen und Entwicklung sowie vom 28. März 2007 bis zum 20. Februar 2010 Mitglied des Ausschusses für Haushalt und Finanzen. In der 52. Legislaturperiode war er zwischen dem 6. Mai 2010 und dem 29. Juli 2011 Mitglied des Druckereiausschusses, vom 6. Mai 2010 bis zum 23. Juni 2011 des Prüfungsausschusses für Gesetzgebung, zwischen dem 12. Mai 2010 und dem 22. Juni 2011 des Druckereiausschusses sowie vom 26. Mai 2010 bis zum 29. Juli 2011 abermals Mitglied des Ausschusses für Haushalt und Finanzen.
Am 23. Juni 2011 wurde Russell Wortley in die Regierung von Premierminister Jay Weatherill berufen und bekleidete in diesem bis zum 21. Januar 2013 die Ämter als Minister für Beziehungen zwischen Staat und Kommunalverwaltung (Minister for State / Local Government Relations) sowie als Minister für Arbeitsbeziehungen (Minister for Industrial Relations). Während dieser Zeit war er außerdem zwischen dem 23. Juni 2011 und dem 21. Januar 2013 Mitglied des Exekutivrates (Executive Council). Nach seinem Ausscheiden aus der Regierung war er vom 5. Februar 2013 bis zum 6. May 2014 in Personalunion Mitglied des Ausschusses für natürliche Ressourcen, des Ausschusses für soziale Entwicklung sowie des Ständigen Parlamentsausschuss für Ländereien der Aborigines.
Als Nachfolger seines Parteifreundes John Gazzola übernahm Wortley am 6. Mai 2014 in der 53. Legislaturperiode das Amt als Präsident des Legislativrates und bekleidete dieses bis zum 2. Mai 2018, woraufhin Andrew McLachlan von der Liberal Party of Australia diesen Posten übernahm. Des Weiteren ist er seit dem 6. Mai 2014 Mitglied des Gemeinsamen Ausschusses für parlamentarische Dienste und ist außerdem seit dem 3. Mai 2018 erneut Mitglied des Ausschusses für natürliche Ressourcen. In der 55. Legislaturperiode wurde er am 7. Juli 2022 ferner Mitglied des Ausschusses für Gesundheitsdienstes und darüber hinaus am 6. Februar 2024 Mitglied des Parlamentarischen Ausschusses für Arbeitssicherheit, Rehabilitation und Entschädigung.
Russell Paul Wortley ist mit der ALP-Politikerin Dana Johanna Wortley verheiratet, die seit 2014 Mitglied des South Australian House of Assembly ist, des Unterhauses des Parlaments des Bundesstaates.

## Weblink
- Hon Russell Wortley. In: Parlament von South Australia. Abgerufen am 28. März 2024 (englisch).